# 41-й штурмовой авиационный полк
41-й штурмовой авиационный Воронежский Краснознамённый полк — авиационная воинская часть ВВС РККА штурмовой авиации в Великой Отечественной войне.

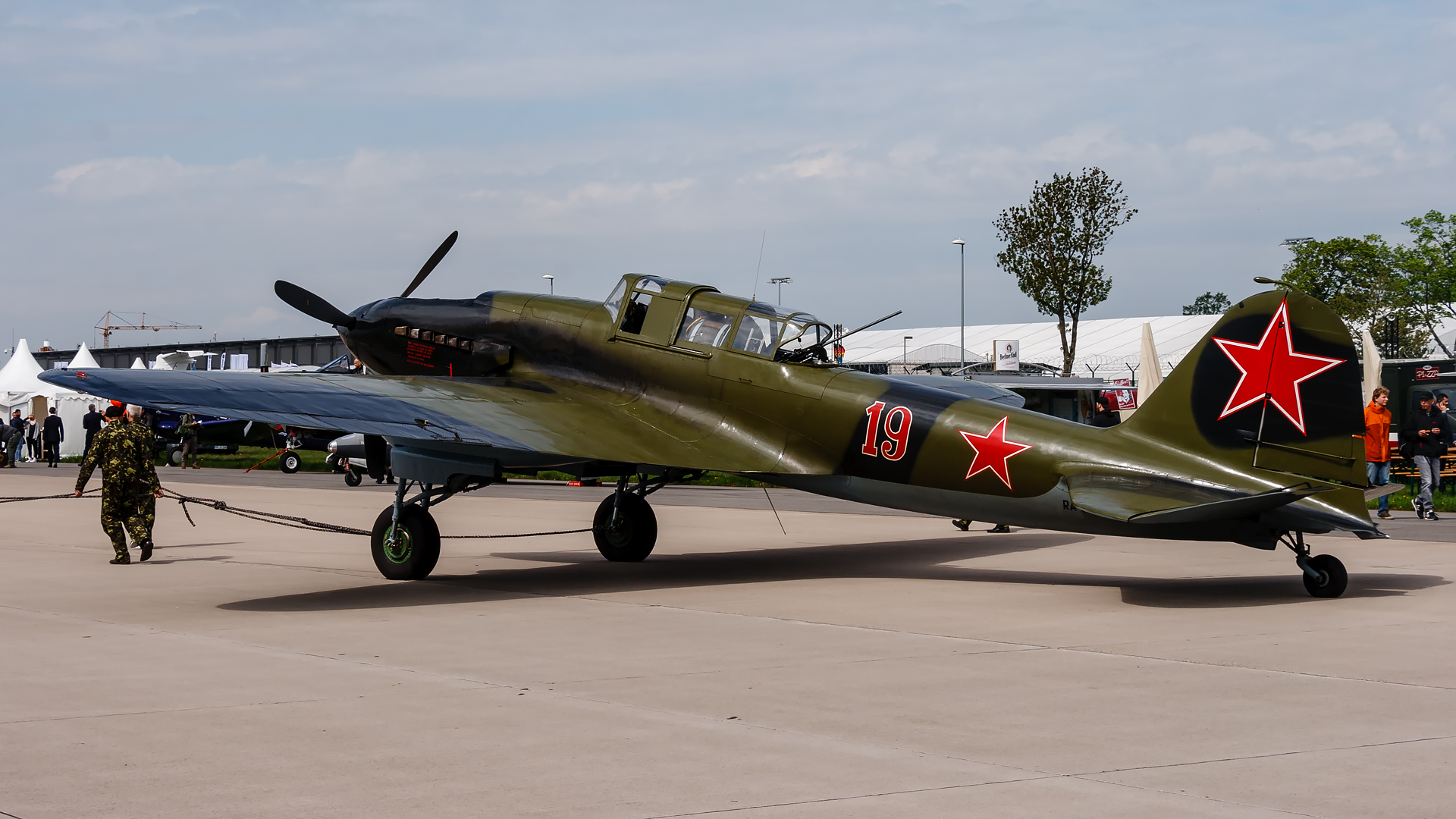
Конструкторы называли разработанный ими штурмовик Ил-2 «летающим танком», пилоты-истребители люфтваффе прозвали его «бетонным самолётом» (нем. Betonflugzeug), солдаты вермахта называли его «чумой» (нем. Schwarzer Tod, дословно: «чёрная смерть»).

## Наименование полка
В различные годы своего существования полк имел наименования:
- 41-й скоростной бомбардировочный авиационный полк[1];
- 41-й бомбардировочный авиационный полк[1];
- 41-й ближнебомбардировочный авиационный полк[1];
- 41-й штурмовой авиационный полк[1][2];
- 41-й штурмовой авиационный Воронежский полк[1][2];
- 41-й штурмовой авиационный Воронежский Краснознамённый полк[1][2].

## История и боевой путь полка
Полк сформирован 25 ноября 1936 года на базе войсковой части 4186 в Калинине на основании приказа НКО. После формирования полк вошел в состав 93-й авиационной бригады ВВС Московского военного округа на самолётах СБ.
К осени 1937 года полк был подготовлен к ведению боевых действий на самолётах СБ днем в сложных метеоусловиях и ночью в простых. По окончании подготовки 6 октября 1937 года полк составом 3-й эскадрильи был направлен в правительственную командировку в Китай, где пробыл до 10 ноября 1938 года. Полк составом 3-й эскадрильи участвовал в боях с японскими захватчиками в Китае. За период боевых действий было выполнено 3820 боевых вылетов, орденами награждены 163 человека, четверо удостоены звания Герой Советского Союза. В ноябре эскадрилья вернулась в состав полка.
К осени 1939 года полк всем составом в 65 самолётов произвел полковой вылет ночью по маршруту на расстояние 300 км с бомбометанием на полигоне с оценкой отлично. С 15 ноября 1939 года по 12 марта 1940 года полк всем составом в 53 самолёта СБ участвовал в советско-финляндской войне на Выборгском, Ревельском и Ухтинском направлениях в составе ВВС 9-й армии. Полк выполнил 2600 боевых вылетов днем и ночью, орденами награждены 70 человек, капитан Крюков удостоен звания Герой Советского Союза.
В составе действующей армии в советско-финляндской войне 41-й скоростной бомбардировочный авиаполк находился с 30 ноября 1939 года по 13 марта 1940 года.
В апреле 1940 года полк перебазировался в состав ВВС Закавказского военного округа на турецко-иранскую границу. 25 августа 1941 года полк по приказу Закавказского фронта полк принял участие в боевых операциях в Иране, где за три дня боевых действий выполнил 55 успешных боевых вылетов.
В составе действующей армии 41-й ближнебомбардировочный авиаполк находился с 10 октября 1941 года по 11 января 1942 года, как 41-й штурмовой авиаполк — с 28 июня по 8 ноября 1942 года, с 18 января по 12 ноября 1943 года, с 7 июля по 8 сентября, с 7 по 27 октября и с 25 ноября 1944 года по 9 мая 1945 года.
С 13 октября 1941 года полк в составе ВВС 56-й армии приступил к боевым действиям на фронтах Великой Отечественной войны под Ростовом и Таганрогом по уничтожению танковой группировки генерала Клейста с целью задержать настпуающие войска противника и продвижение танковой группы. Боевые задачи полк выполнял днем в сложных метеорологических условиях в густой туман и без прикрытия истребителей при большой насыщенности истребительной авиации противника. Полк в таких условиях выполнил 268 боевых вылетов, сбросил 160 000 кг бомб и уничтожил 13 танков, 3 бронемашины, 11 самолётов противника на аэродромах, 50 автомашин, до 30 орудий артиллерии и 1300 солдат и офицеров противника. 29 ноября 1941 года за участие в освобождении города Ростова-на-Дону полк получил благодарность от Верховного Главнокомандующего. После ожесточенных боев 11 января 1942 года полк выведен в тыл на переформирование.
Прибыв в 5-й запасной авиационный полк 1-й запасной авиационной бригады ВВС Приволжского военного округа в Кинель-Черкассы Куйбышевской области полк переформирован в штурмовой на самолётах Ил-2. Полк комплектовался летчиками полка и летчиками военной приемки Воронежского авиазавода № 18 Наркомата авиационной промышленности СССР на полевых аэродромах Толкая и Муханова Кинель-Черкасского района Куйбышевской области. Самолёты полка собирались руками куйбышевских и эвакуированных воронежских рабочих на объединенном авиационном заводе (№ 295 и № 18) (ныне завод Авиакор) и аэродроме Безымянка.
После завершения переформирования 26 июня 1942 года полк убыл на Брянский фронт на Воронежское направление в состав 267-й штурмовой авиационной дивизии 2-й воздушной армии. С 29 июня по 18 ноября 1942 года полк участвовал в обороне г. Воронеж, где понес тяжелые потери. Из 18 летчиков первого формирования до Дня Победы дожили только 4. Полк выполнил 322 боевых вылета, сбросив 123400 кг бомб и уничтожил 83 танка, 118 повозок с грузом, 14 спец автомашин, свыше 40 самолётов противника на аэродромах и 8 сбитых в воздушных боях, 177 автомашин, 30 орудий зенитной и 12 орудий полевой артиллерии, 15 пулеметов, 23 миномета, 43 железнодорожных вагона, и 4000 солдат и офицеров противника.
За проявленные образцы мужества и геройства в борьбе против немецких захватчиков на подступах к городу Воронежу и в самом городе приказом Верховного Главнокомандующего № 207 от 4 мая 1943 года полку присвоено почётное наименование Воронежский.
После ожесточенных боев полк в составе дивизии выведен на пополнение в тыл, где вместе с дивизией вошли в состав 1-го смешанного авиационного корпуса Резерва Ставки ВГК. В конце ноября 1942 года полк вошёл в состав 299-й штурмовой авиационной дивизии 3-го штурмового авиакорпуса Резерва Ставки ВГК. С 18 января полк с дивизией вошли в состав 15-й воздушной армии Брянского фронта. C 26 января 1943 года полк начал боевые действия на Брянском фронте в районе Касторное — Щигры. Помимо выполнения штурмовых задач, полк выполнял задачи истребительного прикрытия войск над полем боя. За период с 26 января по 26 марта полк выполнил 226 боевых вылетов, сбросил 54200 кг бомб и уничтожил 10 танков, 8 самолётов противника на аэродромах, 125 автомашин, 12 орудий полевой артиллерии, 1 склад с боеприпасами, и 1100 солдат и офицеров противника. Этот период боевых действий характерен превосходством авиации противника в воздухе, поэтому каждой группе Ил-2 при выполнении задания приходилось вести воздушные бои.
С 14 августа 1943 года полк в составе 16-й воздушной армии начал боевые действия на Центральном фронте, взаимодействуя с наземными войсками по уничтожению орловской группировки противника выполнил 509 боевых вылетов, сбросил 54200 кг бомб и уничтожил 32 танка, 81 повозку с грузом, 523 автомашины, 76 орудий зенитной и 56 орудий полевой артиллерии, 3 паровоза и 44 железнодорожных вагона, и до 3000 солдат и офицеров противника.
Во время нанесения удара под Кромами группа Ил-2 в количестве 6-ти самолётов под командованием капитана Малыгина была подвергнута атаке 17 истребителей. Завязав неравный бой, группа сбила в воздушном бою 7 истребителей.
С июля 1944 года полк, после пополнение личным составом и техникой начал боевые действия в составе 198-й штурмовой авиационной дивизии 6-го штурмового авиационного корпуса 16-й воздушной армии 1-го Белорусского фронта, принимая участие в Ковельско-Люблинской операции, продолжая её до завоевания Варковского плацдарма на западном берегу р. Висла, выполнив 216 боевых вылетов. Уничтожено 24 танков, 4 бронеавтомашины, 145 автомашин, 70 орудий зенитной и полевой артиллерии, до 1000 солдат и офицеров противника.
С 7 октября по 20 ноября 1944 года участвуя в удержании и расширении плацдарма на западном берегу р. Нарев полк выполнил 368 боевых вылетов и уничтожил 10 танков, повозок с грузом, спец автомашин, свыше самолётов противника на аэродромах и сбитых в воздушных боях, 78 автомашин, 37 батарей зенитной и полевой артиллерии, 7 складов, до 700 солдат и офицеров противника.
С 14 января 1945 года полк участвовал в прорыве сильно укреплённой обороны противника на плацдарме на западном берегу р. Висла в районе Варка, взаимодействуя с 12-м гвардейским танковым корпусом, сопровождал на маршруте его движения, содействовал уничтожению варшавской и лодзинской группировок противника и освобождению городов Варшава, Груиец, Мщонув, Сохачев, Лодзь и других. За этот период полк выполнил 125 боевых вылетов без единой потери
Всего за время Великой Отечественной войны полк выполнил 2501 боевой вылет, сбросил 685 тонн бомб, выпустил 7544 реактивных снаряда, уничтожил 200 танков, 200 повозок с грузом, 11 бронемашин, 63 самолёта противника на аэродромах и в воздушных боях, 1000 автомашин, 240 орудий зенитной и полевой артиллерии, 70 пулемётов, 6 складов с боеприпасами и 13 с горючим, 8 паровозов и до 180 железнодорожных вагона, и 6000 солдат и офицеров противника.
275 человек награждены орденами и медалями. 29 января 1945 года полк представлен к присвоению гвардейского звания.
После войны полк в составе 198-й штурмовой авиационной Варшавской Краснознамённой дивизии базировался в составе 6-го штурмового Люблинского Краснознаменного авиакорпуса 16-й воздушной армии со 2 июня 1945 года в составе Группы советских оккупационных войск в Германии на аэродромном узле Вернойхен (Вернойхен). В ноябре дивизия передала 41-й штурмовой авиаполк в состав 3-й гвардейской шад. Полк перебазирован на аэродром в город Котбус.
18 мая 1946 года на основании Директивы Генерального штаба ВС ССР № орг/1097 от 05.05.1946 г. и Приказа командующего 16 ВА № 00199 от 15.05.1946 г. дивизия в составе управления дивизии, 41-го штурмового, 70-го и 71-го гвардейских штурмовых авиационных полков расформирована на аэродроме Финстервальде. Часть личного состава вошла в состав 33-го гвардейского штурмового авиаполка, который доукомплектован до штатной численности и передан в состав 11-й гвардейской штурмовой авиационной Нежинской Краснознамённой ордена Суворова дивизии.

## Командиры полка
- майор Батыгин Иван Терентьевич[6], 24.12.1939 - 01.03.1940
- подполковник Корпусов Василий Алексеевич,	10.1941 — 06.1944
- подполковник Мартинайтис Николай Антонович 06.1944 - 12.1944
- майор Туровский Вячеслав Васильевич, 24.12.1944 — 09.05.1945

## В составе соединений и объединений
| Дата             | Фронт (округ)                                   | Армия                               | Корпус                           | Дивизия                                                                     | Примечания              |
| ---------------- | ----------------------------------------------- | ----------------------------------- | -------------------------------- | --------------------------------------------------------------------------- | ----------------------- |
| 25.11.1936 г.    | Московский военный округ                        | ВВС Московского военного округа     | 93-я авиационная бригада         |                                                                             |                         |
| 06.10.1937 г.    | Китай                                           | Народно-освободительная армия Китая |                                  | отдельная авиационная эскадрилья бомбардировщиков                           | составом 3-й эскадрильи |
| 10.11.1938 г.    | Московский военный округ                        | ВВС Московского военного округа     | 93-я авиационная бригада         |                                                                             |                         |
| 15.11.1939 г.    | Ленинградский военный округ                     | ВВС Ленинградского военного округа  | 9-я армия                        | ВВС 9-й армии                                                               |                         |
| 12.03.1940 г.    | Московский военный округ                        | ВВС Московского военного округа     | 93-я авиационная бригада         |                                                                             |                         |
| 01.04.1940 г.    | Закавказский военный округ                      | ВВС Закавказского военного округа   |                                  |                                                                             |                         |
| 01.08.1940 г.    | Закавказский военный округ                      | ВВС Закавказского военного округа   |                                  | 26-я смешанная авиационная дивизия                                          |                         |
| 01.08.1941 г.    | Закавказский фронт                              | ВВС Закавказского фронта            |                                  | 26-я бомбардировочная авиационная дивизия                                   |                         |
| 13.10.1941 г.    | Отдельные армии                                 | 56-я отдельная армия                | ВВС 56-й армии                   |                                                                             |                         |
| 29.11.1941 г.    | Южный фронт                                     | 56-я армия                          | ВВС 56-й армии                   | 74-я смешанная авиационная дивизия (Авиационное соединение полковника Гиль) |                         |
| 11.01.1942 г.    | Кавказский фронт                                | ВВС Кавказского фронта              |                                  |                                                                             |                         |
| 01.02.1942 г.    | Приволжский военный округ                       | ВВС Приволжского военного округа    | 1-я запасная авиационная бригада | 5-й запасной авиационный полк                                               |                         |
| 28.06.1942 г.    | Воронежский фронт                               | 2-я воздушная армия                 | -                                | 267-я штурмовая авиационная дивизия                                         |                         |
| 01.10.1942 г.    | Резерв ВГК                                      | -                                   | 1-й смешанный авиационный корпус | 267-я штурмовая авиационная дивизия                                         |                         |
| 28.10.1942 г.    | Юго-Западный фронт                              | -                                   | 1-й смешанный авиационный корпус | 267-я штурмовая авиационная дивизия                                         |                         |
| 08.11.1942 г.    | Резерв ВГК                                      | -                                   | 3-й штурмовой авиационный корпус | 299-я штурмовая авиационная дивизия                                         |                         |
| 18.01.1943 г.    | Брянский фронт                                  | 15-я воздушная армия                | -                                | 299-я штурмовая авиационная дивизия                                         |                         |
| 01.03.1943 г.    | Центральный фронт                               | 16-я воздушная армия                | -                                | 299-я штурмовая авиационная дивизия                                         |                         |
| 20.10.1943 г.    | Белорусский фронт                               | 16-я воздушная армия                | -                                | 299-я штурмовая авиационная дивизия                                         |                         |
| 01.01.1944 г.    | Резерв Ставки ВГК                               |                                     | 6-й штурмовой авиационный корпус | 198-я штурмовая авиационная дивизия                                         |                         |
| 12.02.1944 г.    | 2-й Украинский фронт                            | 5-я воздушная армия                 | 6-й штурмовой авиационный корпус | 198-я штурмовая авиационная дивизия                                         |                         |
| 25.03.1944 г.    | Резерв Ставки ВГК                               |                                     | 6-й штурмовой авиационный корпус | 198-я штурмовая авиационная дивизия                                         |                         |
| 01.04.1944 г.    | Харьковский военный округ                       |                                     | 6-й штурмовой авиационный корпус | 198-я штурмовая авиационная дивизия                                         |                         |
| 07.07.1944 г.    | 1-й Белорусский фронт                           | 6-я воздушная армия                 | 6-й штурмовой авиационный корпус | 198-я штурмовая авиационная дивизия                                         |                         |
| 01.08.1944 г.    | 1-й Белорусский фронт                           | 16-я воздушная армия                | 6-й штурмовой авиационный корпус | 198-я штурмовая авиационная дивизия                                         |                         |
| 08.09.1944 г.    | Резерв Ставки ВГК                               | 16-я воздушная армия                | 6-й штурмовой авиационный корпус | 198-я штурмовая авиационная дивизия                                         |                         |
| 07.10.1944 г.    | 1-й Белорусский фронт                           |                                     | 6-й штурмовой авиационный корпус | 198-я штурмовая авиационная дивизия                                         |                         |
| 27.10.1944 г.    | Резерв Ставки ВГК                               |                                     | 6-й штурмовой авиационный корпус | 198-я штурмовая авиационная дивизия                                         |                         |
| 25.11.1944 г.    | 1-й Белорусский фронт                           | 16-я воздушная армия                | 6-й штурмовой авиационный корпус | 198-я штурмовая авиационная дивизия                                         |                         |
| 09.05.1945 г.    | 1-й Белорусский фронт                           | 16-я воздушная армия                | 6-й штурмовой авиационный корпус | 198-я штурмовая авиационная дивизия                                         |                         |
| 10.06.1945 г.    | Группа советских оккупационных войск в Германии | 16-я воздушная армия                | 6-й штурмовой авиационный корпус | 198-я штурмовая авиационная дивизия                                         |                         |
| 20.11.1945 г. г. | Группа советских оккупационных войск в Германии | 16-я воздушная армия                | 9-й штурмовой авиационный корпус | 3-я гвардейская штурмовая авиационная дивизия                               |                         |
| 18.05.1946 г. г. | Группа советских оккупационных войск в Германии | 16-я воздушная армия                | 6-й штурмовой авиационный корпус | 3-я гвардейская штурмовая авиационная дивизия                               |                         |

## Участие в операциях и битвах

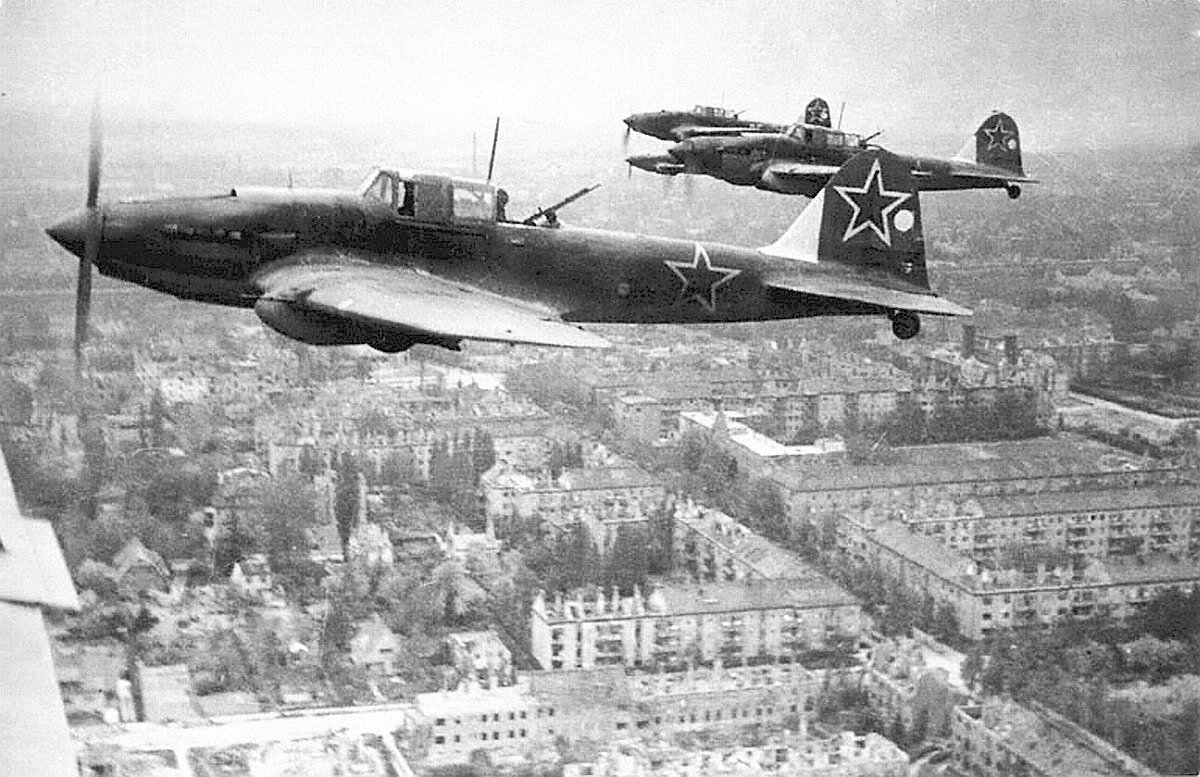
Звено Ил-2м над Берлином в мае 1945 года.

- Иранская операция с 25 августа по 17 сентября 1941 года.
- Ростовская оборонительная операция с 5 по 16 ноября 1941 года.
- Ростовская наступательная операция (1941) с 17 ноября по 2 декабря 1941 года.
- Воронежско-Ворошиловградская операция (1942) — с 29 июня по 24 июля 1942 года.
- Воронежско-Касторненская операция — с 24 января по 17 февраля 1943 года.
- Курская битва:
  - Орловская стратегическая наступательная операция «Кутузов» — с 12 июля по 18 августа 1943 года.
- Брянская наступательная операция — с 18 августа по 2 сентября 1943 года.
- Битва за Днепр:
  - Черниговско-Припятская операция — с 3 сентября 1943 года по 2 октября 1943 года.
- Гомельско-Речицкая наступательная операция — с 10 по 12 ноября 1943 года.
- Белорусская операция «Багратион» с 7 июля 1944 года по 29 августа 1944 года.
  - Минская операция[7] с 29 июня 1944 года по 4 июля 1944 года
  - Люблин-Брестская операция[7] с 18 июля 1944 года по 2 августа 1944 года.
- Висло-Одерская операция с 12 января 1945 года по 3 февраля 1945 года.
  - Варшавско-Познанская операция[7] с 14 января 1945 года по 3 февраля 1945 года.
- Восточно-Померанская операция[7] с 10 февраля 1945 года по 20 марта 1945 года.
- Берлинская операция[7] с 16 апреля 1945 года по 8 мая 1945 года.

## Почётные наименования
- За проявленные образцы мужества и геройства в борьбе против немецких захватчиков на подступах к городу Воронежу и в самом городе приказом Верховного Главнокомандующего № 207 от 4 мая 1943 года полку присвоено почётное наименование Воронежский[1].

## Награды
- 41-й штурмовой авиационный Воронежский полк Указом Президиума Верховного Совета СССР от 11 июня 1945 года за образцовое выполнение заданий командования в боях с немецкими захватчиками при овладении столицей Германии городом Берлин и проявленные при этом доблесть и мужество награждён орденом Красного Знамени[8].

## Благодарности Верховного Главнокомандующего
Воинам полка в составе 198-й штурмовой авиационной Варшавской Краснознамённой дивизии Верховным Главнокомандующим объявлены благодарности:
- За отличие в боях при овладении городом Варшава — важнейшим стратегическим узлом обороны немцев на реке Висла[9].
- За отличие в боях при овладении городами и крупными узлами коммуникаций Сохачев, Скерневице и Лович — важными опорными пунктами обороны немцев[10].
- За отличие в боях при овладении городами Лодзь, Кутно, Томашув (Томашов), Гостынин и Ленчица[11].
- За отличие в боях при овладении городами Бервальде, Темпельбург, Фалькенбург, Драмбург, Вангерин, Лабес, Фрайенвальде, Шифельбайн, Регенвальде и Керлин — важными узлами коммуникаций и сильными опорными пунктами обороны немцев в Померании[12].
- За отличие в боях при овладении городами Бельгард, Трептов, Грайфенберг, Каммин, Гюльцов и Плате — важными узлами коммуникаций и сильными опорными пунктами обороны немцев в Западной Померании.[13].

Воинам полка в составе 6-го штурмового авиационного Люблинского Краснознаменного корпуса Верховным Главнокомандующим объявлены благодарности:
- За отличие в боях при овладении городом и важным опорным пунктом обороны немцев и крупным железнодорожным узлом — городом Ковель[14].
- За отличие в боях при овладении штурмом городом Хелм (Холм) — важным опорным пунктом обороны немцев на люблинском направлении[15].
- За отличие в боях при овладении городом и крупным железнодорожным узлом Люблин — важным опорным пунктом обороны немцев, прикрывающим пути на Варшаву[16].
- За отличие в боях при овладении городами Седлец, Миньск-Мазовецки и Луков — мощными опорными пунктами обороны немцев на подступах к Варшаве[17].
- За отличие в боях при овладении городами Влоцлавек и Бжесць-Куявски — крупными узлами коммуникаций и опорными пунктами обороны немцев на левом берегу Вислы, при форсировании реки Варта и овладении с боем город Коло[18].
- За отличие в боях при овладении городами Хоэнзальца (Иновроцлав), Александров, Аргенау и Лабишин — важными узлами коммуникаций и опорными пунктами обороны немцев на подступах к городу Бромберг (Быдгощ)[19].
- За овладение городом Быдгощ (Бромберг) — важным узлом железных и шоссейных дорог и мощным опорным пунктом обороны немцев у нижнего течения Вислы[20].
- За владение городами Франкфурт-на-Одере, Вандлитц, Ораниенбург, Биркенвердер, Геннигсдорф, Панков, Фридрихсфелъде, Карлсхорст, Кепеник и вступление в столицу Германии город Берлин[21].
- За отличие в боях при разгроме берлинской группы немецких войск овладением столицы Германии городом Берлин — центром немецкого империализма и очагом немецкой агрессии[22].

## Отличившиеся воины
- Боровков Орест Николаевич, капитан, командир авиаэскадрильи бомбардировщиков в составе Национально-революционной армии Китая за мужество и героизм, проявленные при выполнении воинского долга, Указом Президиума Верховного Совета СССР от 22 февраля 1939 года присвоено звание Героя Советского Союза с вручением ордена Ленина. После учреждения знака особого отличия 4 ноября 1939 года была вручена медаль «Золотая Звезда». Медаль № 292.
- Зверев Василий Васильевич, старший лейтенант, командир авиаэскадрильи бомбардировщиков в составе Национально-революционной армии Китая за мужество и героизм, проявленные при выполнении воинского долга, Указом Президиума Верховного Совета СССР от 22 февраля 1939 года присвоено звание Героя Советского Союза с вручением ордена Ленина. После учреждения знака особого отличия 4 ноября 1939 года была вручена медаль «Золотая Звезда». Медаль № 118.
- Крюков Николай Васильевич, капитан, командир эскадрильи полка, Указом Президиума Верховного Совета СССР от 16 сентября 1941 года за образцовое выполнение боевых заданий командования на фронте борьбы с германским фашизмом и проявленные при этом отвагу и геройство присвоено звание Героя Советского Союза с вручением ордена Ленина и медали «Золотая Звезда». Медаль № 535.
- Марченков Марк Николевич, старшина, младший командир, воздушный стрелок-радист авиационной эскадрильи бомбардировщиков в составе Национально-революционной армии Китая за мужество и героизм, проявленные при выполнении воинского долга, Указом Президиума Верховного Совета СССР от 22 февраля 1939 года присвоено звание Героя Советского Союза. Посмертно.
- Селиванов Иван Павлович, капитан, штурман авиаэскадрильи бомбардировщиков в составе Национально-революционной армии Китая за мужество и героизм, проявленные при выполнении воинского долга, Указом Президиума Верховного Совета СССР от 22 февраля 1939 года присвоено звание Героя Советского Союза с вручением ордена Ленина. После учреждения знака особого отличия 7 марта 1940 года была вручена медаль «Золотая Звезда» № 124.
- Зверьков Пётр Павлович, капитан, помощник по Воздушно-Стрелковой Службе командира 41-го штурмового авиационного полка 198-й штурмовой авиационной дивизии 16-й воздушной армии Указом Президиума Верховного Совета СССР 15 мая 1946 года удостоен звания Герой Советского Союза. Золотая Звезда № 7055.
- Кириллов Александр Семёнович, капитан, командир эскадрильи 41-го штурмового авиационного полка 198-й штурмовой авиационной дивизии 16-й воздушной армии Указом Президиума Верховного Совета СССР 15 мая 1946 года удостоен звания Герой Советского Союза. Золотая Звезда № 7056.

## Базирование
| Период                  | Место базирования               |
| ----------------------- | ------------------------------- |
| 05.1945 — 20.11.1945    | Вернойхен (Вернойхен), Германия |
| 20.11.1945 — 20.05.1946 | Котбус.                         |

## Память
- В память о героических подивгах в городе Воронеже именами лётчиков полка Постановлением бюро горкома ВКП(б) от 6 июля 1943 года «Об увековечивании памяти героев-летчиков» и решением Исполкома Воронежского городского Совета депутатов трудящихся 19 августа 1943 года названы улицы города: улица летчика Демьянова, улица летчика Злобина, улица летчика Замкина, улица летчика Щербакова[23]
- В школе № 14 города Воронежа размещен музей боевой славы полка.

## Книга по истории полка
- Тесемников А. И. Рукопись // 41-й штурмовой авиационный Воронежский Краснознаменный полк – в боях за Воронеж. — Воронеж, 1989. — 10 с.